# Le finestre del cielo
Le finestre del cielo (No Future in It) è una raccolta di racconti di fantascienza del 1962 dello scrittore britannico John Brunner.

## Racconti
- Un mestiere senza avvenire (No Future in It)
- Rompicapo spaziale (Puzzle for Spaceman)
- Le finestre del cielo (The Windows of Heaven)
- La fiera (Fair)
- Troppo zelo (Out of Order)
- L'universo secondo Hesketh (Elected Silence)
- Al lupo! Al lupo! (Badman)
- Primo rapporto dalla base lunare (Report on the Nature of the Lunar Surface)
- Il mulo d'acciaio (The Iron Jackass)
- Dagli amici mi guardi Iddio (Protect Me from my Friends)
- Stimulus

## Edizioni
- John Brunner, Le finestre del cielo, traduzione di Sandro Sandrelli, Science Fiction Book Club n.43, Piacenza, Casa Editrice La Tribuna, 1972,  p. 239.